# Ибиш-ага (приповетка)
Ибиш-ага је мање позната приповетка српског књижевника Стевана Сремца са тематиком из нишког живота с краја 19. века и са већ познатим нишким идиомом који је одлика говора јунака и ове приповетке. Иако је главни лик ове приче Турчин, он је и Нишлија, те је његов говор, у ствари, нишки говор онога периода, онај који је Сремац овековечио у својим делима, „Ивкова слава”, „Зона Замфирова”, „Ибиш-ага”, „Прва жалост Пушина”, „Пазар за старо”, и другима, и тако га „конзервирао” за будуће нараштаје.

## О аутору
Стеван Сремац, који је рођен у Сенти у Бачкој, студирао је у Београду, где је завршио Историјско-филолошки одсек на Великој школи. Временом је живећи у Београду, Нишу, Пироту и другим српским градовима сазревао као професор и књижевник и тако постао један је од најзначајнијих и најчитанијих српских реалистичких писаца.

Стицајем околности Сремац ће свој живот и креативне моћи највише посветити граду Нишу који је упознао као добровољац у српско-турским ратовима од 1876. до 1878. године. Наиме Сремчев први сусрет са градом Нишом био је драматичан и замало фаталан. Када је у току 1876. прекинуо студије укључио се ка учесник добровољац у Српско-турском рату 1876–1877. године, у чувеној „Ђачкој батерији”, коју је предводио песник Милан Кујунџић Абердар. Према запису Сретена Пашића, 
Сремац се на Савиндан 1877. године замало није смрзнуо надомак Ниша, док је његова јединица по сњежној мећави улазила у овај град из алексиначког правца. Изнемоглог Сремца спасио је војник Михаило Церовић, тако што је присилно зауставио коњску запрегу, која је случајно наишла друмом, послије чега су га другови смјестили у кола и тиме га спасили од сигурне смрти. 
Као професор нишке гимназије, оснивач прва читаоница за грађане и позоришта, у новоослобођеном крају старе Србије Сремац је заволео патријархални живот у Нишу. У њему и о њему ће касније написати скоро сва своја вреднија литерарна дела. Овај град ће постати и остати Сремчева трајна књижевничка инспирација. А у том постосманлијском Нишу, тек изашлом из културне и економске беде, Стеван Сремац је помно пратио и – бележио. 
Бележница је често била у његовој руци, не само у школи и на часовима и после њих већ у веселом друштву кафана „Маргер”, „Босна”, „Еснаф” и других. Хтео је да сачува од заборава весело „живување” старих Нишлија, тај „примитиван али срдачан и раздраган свет”. „Ивкову славу” ће и завршити речима „Моје је било да споменем... 
Колику је популарност Стевану Сремцу као писцу донело то сликање људи и живота старога Ниша, у време када су се појављивала његова дела „Ивкова слава”, „Зона Замфирова”, „Ибиш-ага” и друга, а и знатно потом, сведочи овај суд критичара Јована Скерлића: 
„Када би широка књижевна публика наша имала у једном плебисциту да каже кога сматра за највећег српског приповедача и чије књиге су њено најдраже штиво, несумњиво је да би највећи број гласова добио Стеван Сремац. 

## Радња приповетке
Радња ове приповетке: временски је везана за крај 19. века, а просторно за град Ниш. Главни јунаци су Нишлије: Турчин Ибиш-ага и његов комшија Србин, ћурчија Ставрија са својом породицом, женом Гицом и ћерком Калином. У композиционом погледу приповетка представља уметнички беспрекорну творевину, свакако најбољу у целокупном Сремчевом опусу и међу неколико најзначајнијих приповедака српског реализма. 
Приповетка има доста дијалога, али и пуно драмских елемената, заснива се пре свега на казивању о нишком Турчину, који је након ослобођења града кренуо у селидбу заједно са осталим сународницима. И уместо да своју тугу претопи у огорченост и мржњу или пак материјалну добит Ибиш-ага се одлучио за необичан (готово невероватан с гледишта нових односа и нове свести) гест несебичности и своју лепу, велику кућу у Сагир-Киптијан-махали, одлучује да за симболичну своту понуди комшији Ставрији Призетку, само да би остала у добрим и поузданим рукама, али и да би му омогућио да напокон дође до своје куће, и тиме се ослободи подсмешљивог надимка „Призеткоˮ.
У наративном уводу приповетке доминира трострука експозиција, која има за циљ излагање животне и породичне предисторије главних јунака и њихове психолошке карактеризације, те адекватна припрема за средишњи наративни догађај — хумано дело Ибиш-агино.
Заплет је непосредно приказан у самоме чину продаје куће и преношења власништва у суду на име Ставрије Призетка, на велико чуђење мештана, јер је извесни Настас, трговац из Београда, за кућу понудио готово двоструко више новца. Кулминација настаје када Ибиш-ага поклања Ставријиној испрошеној кћерки Калини ниске од тридесет дуката, којом му је између осталог исплаћена кућа, а коју је још дјевојкина мајка Гица донела у мираз своме мужу. Тиме је спречено одлагање већ заказане свадбе.
А у епилогу (кратком расплету) долази до пуног смисла величина Ибиш-агине личности и алтруистички карактер његовог дела. У коме Ибиш-ага са грожењем одбацује предлог бескрупулозног новинара, нишког „шкрабала“ Јевђа Мићовића Мокрогорца да наведени племенити догађај, наравно уз добру новчану надокнаду, опише у новинама. и плаћа му само да не би писао о томе. Свој људски гест и животну филозофију Ибиш-ага предочава кроз пословичку поенту:
Севап учини, фрли у море; ако риба не зна – Алах ће да зна!
Овим чином Ибиш-аге ова прича прераста у сведочење о величини људске душе, о суседској хуманости, која не познаје конфесионалне или националне границе, а која оставља дуготрајни траг о човеку и његовом постојању, без обзира на порекло, време и место у коме се дешава.

## Језик приповетке Ибиш-ага
Посебну димензију овог Сремчеве дела и уједно уметничке слике града Ниша, представља индивидуални говор јунака, који је обележен дијалекатским и локалним особинама језика, специфичним урбаним сленгом, као и билингвистичким карактеристикама које красе говор странаца када дођу у нову средину и започну да уче њен језик.
Дијалози у „Ибиш-аги” су написани на дијалекту, а то значи да је и највежи део ове приповетке на дијалекту који је Сремац користио и у осталим делима из нишког живота, који је специфичнији у односу на језик града Ниша, о коме говори Пол-Луј Тома у студији Говори Ниша и околних села, али и са савременим стањем.
Ево примера језика из дијалога Ибиш-аге, са првим комшијом Ставријом (у другој глави приповетке):
Ставри бе, како си, комшијо, што прајиш бе?
Исполај на Господа, убаво! - одговара му Ставрија. - Ете, работим си, па си терам век такој!... Ти па што прајиш, Ибиш-ага?
Што ће му чиниш... к'смет му такав...
Е, истин' рече, Ибиш-ага; што да прајим! На једне рече и даде Господ, та стануше паше и бинбаше и аге, како ти саг што си, Ибиш-ага; а на друге рече да бидну ћурчије и кондурџије, пољаци и сељаци, како, демек, ми саг што смо. Ех, Господња воља! - теши се Ставрија. -
Теће, викам: сал здрављице, да ни даде Господ, а за друго - колај работа!
Ех, ашколс'н за тај реч! - одобрава му Ибиш-ага, нуди га да седне и поручује за њ кафу. - При пашу мга да седиш ете сас тај памет и тија речови, кузун-Ставрија!... Како пазар?... Како алиш-вериш? Стиза ли ти од-и занајат?

Па, ће стиза, ће стиза - вели Ставрија тарући задовољно руке.
Језик дијалога ове приповетке често је онакав каквим га описују проучаваоци говора ових крајева. У неким елементима, међутим, то је оригиналан идиом забележен једино у Сремчевом делу. Тако у елементе који карактеришу говоре овога краја спадају: очувани полугласник (оп'нци,к'смет), очувано л на крају речи или слога или његова нестандардна супституција: жал, болна; наредија, купија; доследна екавска замена јата у одричном облику глагола јесам (неси, неје); бројне супституције вокала (ете, берем, лошо); бројне редукције вокала (кол'ко, тол'ко, истин'); бројне партикуле (доклен, овој, оној), аналитичка деклинација (Из Ниш, по бели свет, без крај, до Ристовац, сас мираз), аналитичка компарација (полепо, побоље, поубаво, најпрво), губљење инфинитива (ће си путујем, ћесе населим, саг ће друге да стизају, од куде ћу паре да нађем) и друге.